# Ukrajinka
Ukrajinka (ukrainisch Українка) ist eine Stadt in der zentralukrainischen Oblast Kiew, Rajon Obuchiw rechtsseitig am, zum Kaniwer Stausee angestauten, Dnepr.
Das heutige Ukrajinka liegt in der Nähe der ehemaligen Dörfer Ukrajinka und Trypillja, etwa 40 Kilometer südlich der Hauptstadt Kiew und 15 Kilometer von der Rajonhauptstadt Obuchiw entfernt. In direkter Nachbarschaft zu Ukrainka und Tripolje wurde 1966 mit dem Bau des Elektrizitätswerkes Tripolskaja TES begonnen. Ein Jahr später wurden die ersten Häuser für die Beschäftigten gebaut. 

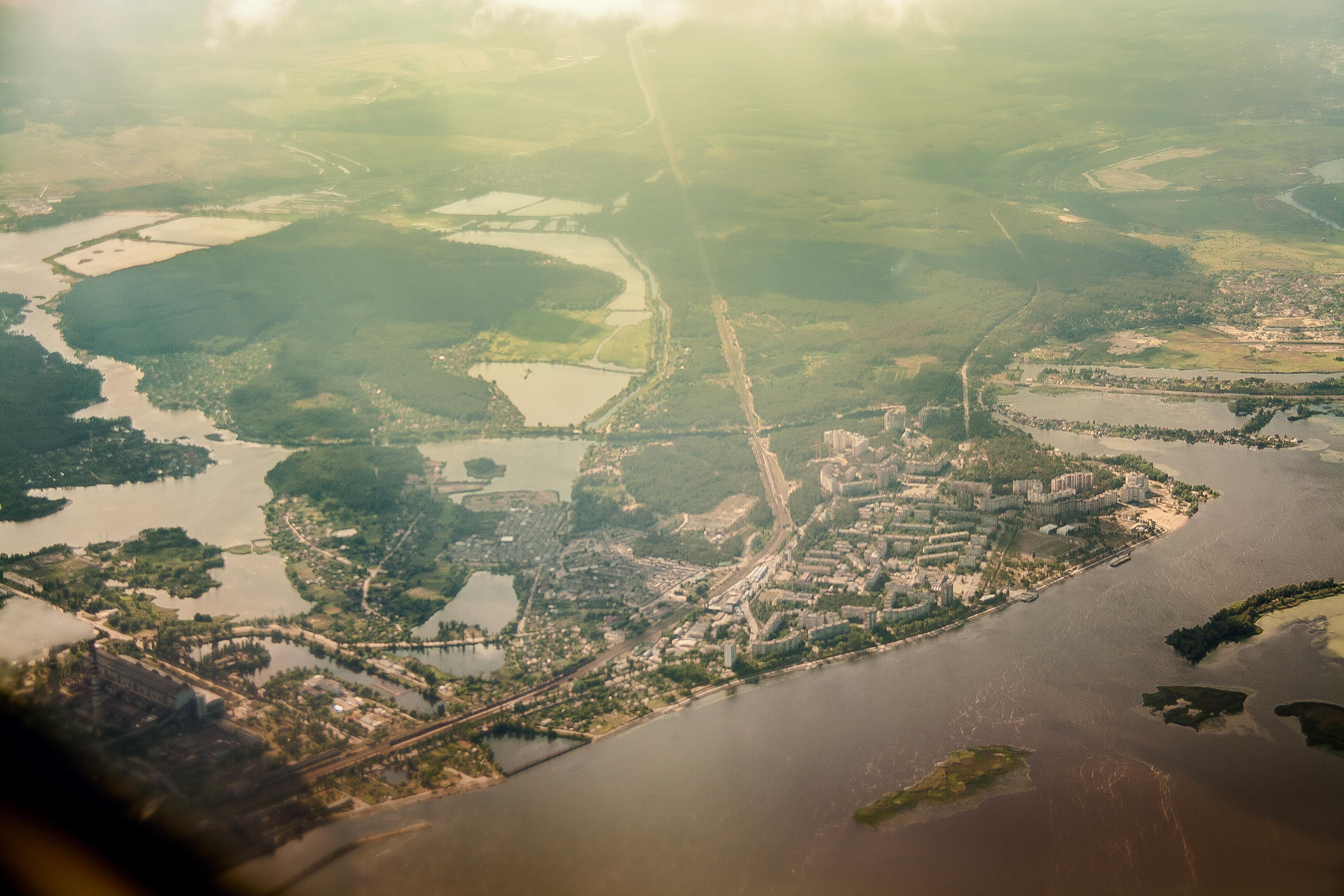
Luftaufnahme des Ortes

## Verwaltungsgliederung
Am 12. Juni 2020 wurde die Stadt zum Zentrum der neugegründeten Stadtgemeinde Ukrajinka (Українська міська громада/Ukrajinska miska hromada). Zu dieser zählen die 7 in der untenstehenden Tabelle aufgelisteten Dörfer, bis dahin bildete sie zusammen mit dem Dorf Pljuty die gleichnamige Stadtratsgemeinde Ukrajinka (Українська міська рада/Ukrajinska miska rada) im Osten des Rajons Obuchiw.
Folgende Orte sind neben dem Hauptort Ukrajinka Teil der Gemeinde:
| Name                     | Name       | Name                          |
| ukrainisch transkribiert | ukrainisch | russisch                      |
| ------------------------ | ---------- | ----------------------------- |
| Chalepja                 | Халеп’я    | Халепье (Chalepje)            |
| Pljuty                   | Плюти      | Плюты                         |
| Schtscherbaniwka         | Щербанівка | Щербановка (Schtscherbanowka) |
| Schukiwzi                | Жуківці    | Жуковцы (Schukowzy)           |
| Trypillja                | Трипілля   | Триполье (Tripolje)           |
| Weremja                  | Верем’я    | Веремье (Weremje)             |
| Wytatschiw               | Витачів    | Витачов (Wytatschow)          |

## Verkehr
Die Nähe und die gute Verkehrsanbindung (Eisenbahn und Schnellstraße) zur Hauptstadt Kiew mit seinen 2,8 Millionen Einwohnern macht Ukrainka für Pendler attraktiv.

## Sprache
Sowohl ukrainisch als auch russisch werden von der überwiegenden Mehrzahl der Einwohner gesprochen und verstanden.

## Schulen und Ausbildungseinrichtungen
Zwei Schulen, zwei Kindergärten, eine medizinische Fachschule, eine technische Berufsschule.

## Industrie
1969 wurde der erste Block des Kohlekraftwerkes Tripolskaja TES in Betrieb genommen. Das Kraftwerk ist der größte Arbeitgeber für die Einwohner von Ukrainka. Zu Sowjet-Zeiten wurden hier bis zu 4000 Ingenieure ausgebildet. Die für den Betrieb des Werkes benötigte Kohle stammt aus den Gruben im Osten der Ukraine (Donezbecken) und dem polnischen Schlesien und wird per Zug und Schiff angeliefert. Neben Strom liefert das Werk Fernenergie für die Stadt.

## Erholung und Freizeit
Den Reiz dieser Stadt bestimmen die Flüsse Dnepr, Stuhna und Kosynka, sowie die umgebenden Wälder (vor allem Kiefern und Birken). Es gibt aber selbstverständlich einige Restaurants, Bars, ein kleines Kino und Ähnliches mehr. Ukrainka verfügt über weitläufige Sportstätten am Ufer des Dneprs. Außerdem werden Ausflugsfahrten auf dem Dnepr angeboten.
In Ukrainka existieren zwei Yacht-Clubs, eine Sportschule für Kinder und Jugendliche, eine Kunst- und Musikschule, verschiedene Orchester und Chöre.

## Medizin
Die ärztliche Versorgung wird durch die Poliklinik sichergestellt. Außerdem gibt es ein Krankenhaus, eine zahnärztliche Poliklinik und Apotheken.

## Medien
In Ukrainka erscheint die Zeitung Dniprowskij Prospekt, es gibt eine Radio- und Fernsehstation.